# Esperson Buildings
Los Niels and Mellie Esperson Buildings son un complejo de edificios erigido en el Downtown de Houston, Texas.  

## Descripción
El edificio Niels Esperson es el único ejemplo completo de arquitectura renacentista italiana en el Downtown Houston. Diseñado por el arquitecto teatral John Eberson, los edificios de Esperson se construyeron en 1927 y 1941, respectivamente. Están elaboradamente detallados con columnas macizas, grandes urnas, terrazas y un gran tempietto en la parte superior, similar al construido en el patio de San Pietro en Roma en 1502.
Mellie Esperson hizo construir el primero de los dos edificios para su esposo, Niels, un magnate de las propiedades inmobiliarias y del petróleo. Su nombre está grabado en el lateral del edificio, sobre la entrada, en letras grandes. El nombre "Mellie Esperson" está tallado en la estructura adjunta, conocida como el edificio Mellie Esperson, aunque esa estructura es solo un anexo de diecinueve pisos al edificio original de Esperson; por lo tanto, es el más nuevo de ambos edificios y no es tan alto. Además, en lugar de ser de diseño neoclásico, se construyó en estilo art déco.
En 2007, Cameron Management Inc. vendió los edificios de Esperson a Seligman Western Enterprises Ltd.

## Galería

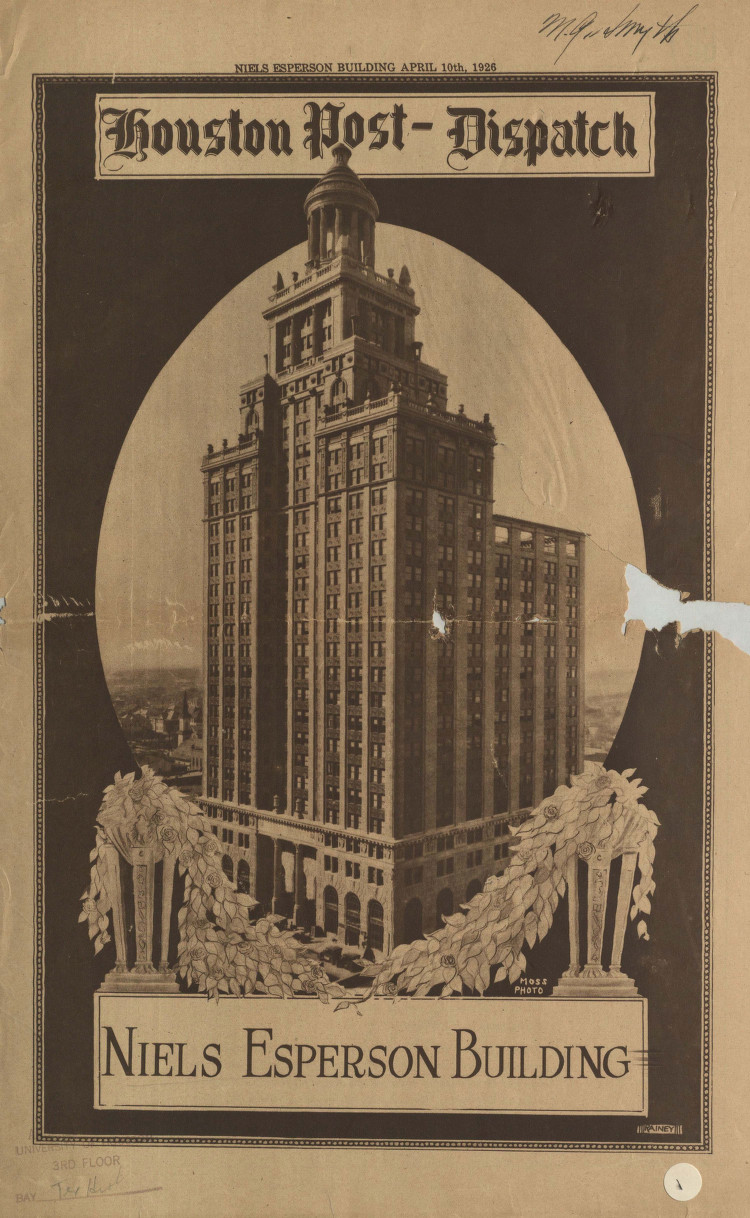
Panfleto sobre el Neils Esperson Building, 1926
El tempietto del Niels Esperson Building
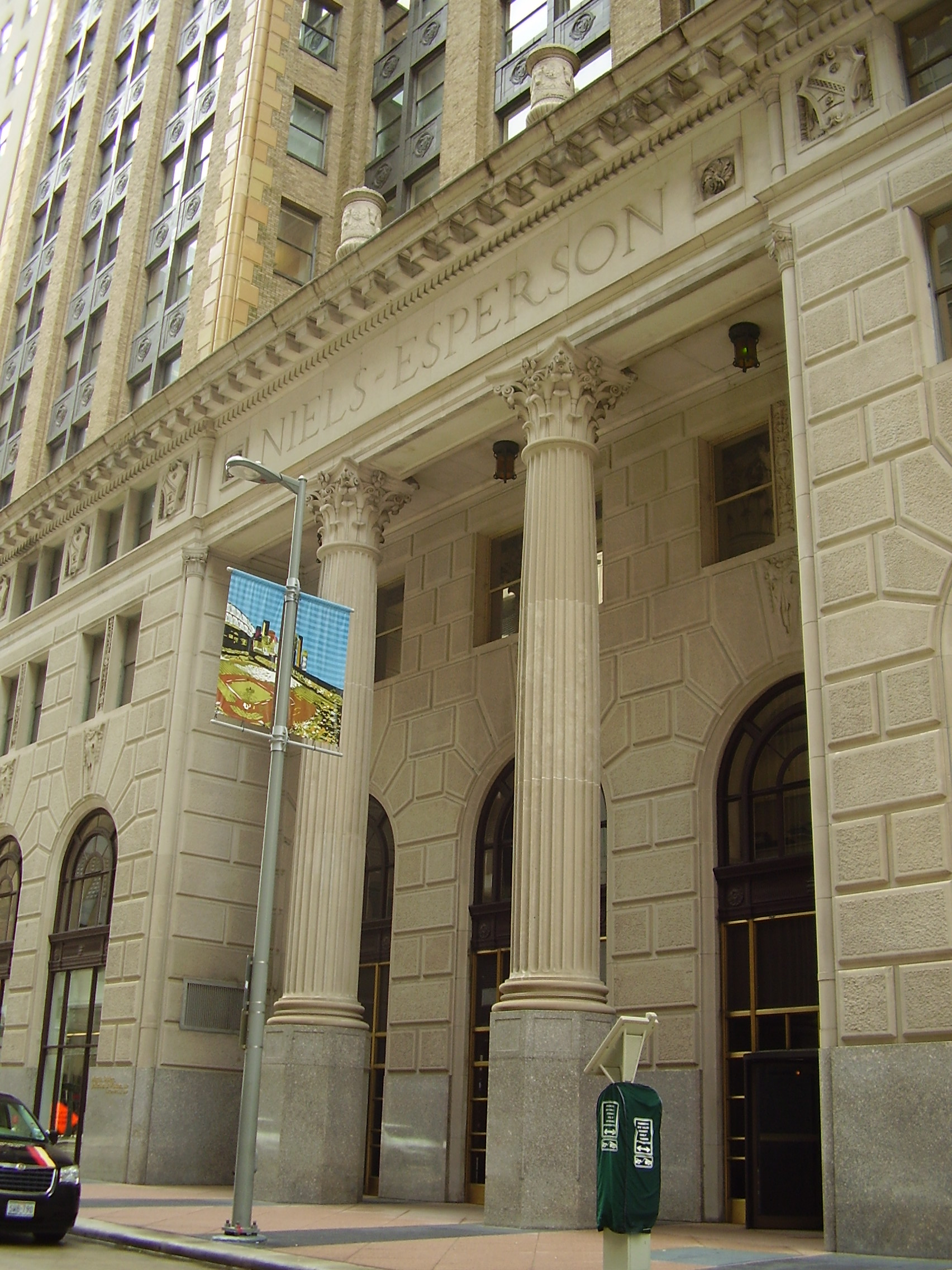
La entrada del Niels Esperson Building